# Stadium Merdeka
Stadium Merdeka – stadion sportowy w Kuala Lumpur, stolicy Malezji. Został otwarty w sierpniu 1957 roku. Może pomieścić 20 000 widzów. Obiekt gościł wiele znaczących wydarzeń sportowych, był także miejscem ceremonii związanych z ogłoszeniem niepodległości Federacji Malajów (1957) oraz Malezji (1963).
W otoczeniu stadionu znajdują się m.in. hale sportowe Stadium Negara i Chin Woo Stadium. W 2014 roku obok stadionu rozpoczęto również budowę wieżowca Merdeka 118, który po ukończeniu (planowanym na 2022 rok) ma być drugim pod względem wysokości budynkiem na świecie (644 m).

## Historia
Budowa stadionu rozpoczęła się 25 września 1956 roku. Obiekt powstawał z myślą o ceremonii ogłoszenia niepodległości Federacji Malajów. W budowie brali udział pracownicy z Chin oraz Indii, jak również wiele kobiet. Projektantem areny był Stanley Edward Jewkes. Prace zakończono 21 sierpnia 1957 roku. W dniach 24–29 sierpnia po raz pierwszy udostępniono stadion publice. 30 sierpnia 1957 roku miało miejsce otwarcie obiektu, a dzień później (31 sierpnia) na wypełnionym po brzegi stadionie odbyła się ceremonia ogłoszenia niepodległości Federacji Malajów. Deklarację ogłosił premier nowego państwa, Tunku Abdul Rahman. Punktem kulminacyjnym, który przeszedł do historii, było siedmiokrotne wykrzyczenie przez premiera słowa „merdeka” („niepodległość”). 16 września 1963 roku na stadionie miała z kolei miejsce uroczystość ogłoszenia niepodległości Malezji. Deklarację ponownie ogłosił Tunku Abdul Rahman.
Stadion był pierwszym nowoczesnym obiektem sportowym Malezji, swą wiodącą rolę utracił dopiero w latach 90. XX wieku, kiedy powstały stadiony Shah Alam i Bukit Jalil. Obiekt powstał w stylu modernizmu. Otoczony był ze wszystkich stron trybunami i początkowo mógł pomieścić 20 000 widzów. Od strony zachodniej nad trybunami powstał betonowy dach złożony z półkolistych segmentów. W 1986 roku oddano do użytku piętrowe, żelbetowe trybuny od strony północnej, wschodniej i południowej, zwiększając pojemność do 45 000 widzów.
Pod koniec lat 90. XX wieku obiekt został zakupiony przez prywatne przedsiębiorstwo, które zamierzało go zlikwidować i wybudować w jego miejscu kompleks biurowo-rozrywkowy. Firma jednak popadła w problemy finansowe, a obiekt przejęło przedsiębiorstwo państwowe PNB. Nowy właściciel podjął kroki w celu ocalenia powoli niszczejącego stadionu. Postanowiono przywrócić go do stanu z początkowych lat istnienia, kiedy dokonały się na nim historyczne dla Malezji wydarzenia. W 2003 roku obiekt został uznany za zabytek. W 2007 roku zlikwidowano wszystkie modyfikacje areny, dokonane po jej otwarciu, m.in. rozebrano piętrowe trybuny redukując pojemność do 20 000 widzów, zlikwidowano tartanową bieżnię lekkoatletyczną, wymieniono maszty oświetleniowe, zamieniono elektroniczną tablicę wyników na manualną, a plastikowe krzesełka na powrót zastąpiono drewnianymi ławkami. Wszystkie prace restoracyjne ukończono w 2009 roku. Przywrócenie historycznego wyglądu zyskało uznanie UNESCO, które w 2008 roku przyznało nagrodę za rekonstrukcję obiektu o znaczeniu kulturowym.
Do 1994 roku na stadionie swoje spotkania rozgrywali piłkarze drużyny FA Selangor. Do lat 90. XX wieku na obiekcie często grała także piłkarska reprezentacja Malezji, odbywały się finały Pucharu Malezji i rozgrywano międzynarodowy turniej Pestabola Merdeka. W latach 1965, 1971, 1977 i 1989 obiekt był główną areną Igrzysk Azji Południowo-Wschodniej. W marcu 1975 roku na obiekcie rozegrano mecze 3. edycji Mistrzostw Świata w hokeju na trawie. 1 lipca 1975 roku na stadionie walkę bokserską stoczyli Muhammad Ali i Joe Bugner (zwycięstwo Muhammada Alego na punkty). W 1991 roku na stadionie rozegrano zawody 9. edycji lekkoatletycznych Mistrzostw Azji. Na obiekcie odbywały się również liczne koncerty światowej sławy artystów, m.in. Michaela Jacksona, Linkin Park, Mariah Carey, Backstreet Boys, Céline Dion, Avril Lavigne, Justina Biebera, Jennifer Lopez czy Metalliki.